# دهه ۱۲۴۰ (میلادی)
دهه ۱۲۴۰ (میلادی) صد و بیست و چهارمین دهه تقویم میلادی است.

## درگذشتگان
‎